# Basler Kantonalbank
Die Basler Kantonalbank ist eine Schweizer Universalbank im Besitz des Kantons Basel-Stadt. Sie verfügt über eine Staatsgarantie.
Der Konzern BKB zählt – gemessen an der Bilanzsumme – zu den zehn grössten Schweizer Banken. Nach der Zürcher Kantonalbank, Banque Cantonale Vaudoise und der Luzerner Kantonalbank ist sie gemessen an der Bilanzsumme die viertgrösste aller Schweizer Kantonalbanken.

## Besitzverhältnisse
Die Basler Kantonalbank ist eine selbständige juristische Person des kantonalen öffentlichen Rechts (öffentlich-rechtliche Anstalt) gemäss dem Gesetz über die Basler Kantonalbank vom 9. Dezember 2015. Der Kanton Basel-Stadt gewährt der Basler Kantonalbank eine subsidiäre Staatsgarantie. Damit haftet der Kanton für alle Verbindlichkeiten der Bank, sofern deren eigene Mittel zur Erfüllung der Verbindlichkeiten nicht mehr genügen. Von der Staatsgarantie ausgenommen sind das Partizipationskapital sowie die nachrangigen Verbindlichkeiten der Basler Kantonalbank, die Verbindlichkeiten der Basler Kantonalbank gegenüber Tochtergesellschaften und kontrollierten Unternehmen und deren Gläubiger oder Gesellschafter und die Verbindlichkeiten der Tochtergesellschaften und kontrollierten Unternehmen selbst. Der Kanton Basel-Stadt erhält von der Basler Kantonalbank für die Staatsgarantie eine Entschädigung. Zudem erhält der Kanton als Eigner nach Möglichkeit aus dem Jahresgewinn eine Verzinsung des Dotationskapitals sowie eine Gewinnausschüttung.
Seit 2000 hält die BKB die Mehrheit an der gesamtschweizerisch tätigen Bank Cler (der früheren Bank Coop) und ist seit 2019 in deren Vollbesitz. Die Bank Cler wird als digitale Bank mit physischer Präsenz in urbanen Gebieten operativ getrennt geführt.

## Organisation
Oberstes Aufsichtsorgan der Basler Kantonalbank ist der Bankrat. Dieser setzt sich aus neun Mitgliedern zusammen und wird seit dem 1. April 2017 von Adrian Bult präsidiert. Vizepräsidentin ist Christine Hehli Hidber. Die Mitglieder und das Präsidium des Bankrats werden vom Regierungsrat des Kantons Basel-Stadt gewählt.
Die privaten Kunden der Basler Kantonalbank werden entweder in den Filialen betreut oder erledigen ihre Bankgeschäfte über den digitalen Kanal. Die Bedürfnisse des lokalen Gewerbes werden im KMU-Center adressiert. Ausserdem bietet die Bank für grosse Firmenkunden, Institutionelle und Banken aus der gesamten Schweiz spezifische Bankdienstleistungen. Durch dieses Geschäftsmodell verfügt die BKB über eine diversifizierte Ertragsstruktur.
Die operative Leitung liegt bei der Geschäftsleitung. Diese setzt sich aus sechs Mitgliedern zusammen und wird seit dem 1. März 2025 von Regula Berger (CEO) geleitet.

## Kennzahlen (Stammhaus) per 30. Juni 2023
- Geschäftserfolg: 123,4 Mio. CHF (+37,3% yoy)[7]
- Bilanzsumme: 36'894,2 Mio. (-2,2% yoy)
- Hypothekarforderungen: 15'556,2 Mio. CHF (+2,8% yoy)
- Kundeneinlagen: 16'722,2 Mio. CHF (-13,1% yoy)
- Cost Income Ratio: 46,9% (Vorjahr: 53,3%)
- Eigenkapitalrendite: 6,9% (Vorjahr: 5,2%)
- Gesamtkapitalquote: 20,5% (31. Dezember 2022: 20,6%)
- Leverage Ratio: 8,1% (31. Dezember 2022: 8,0%)
- Gesamtablieferung an den Kanton Basel-Stadt (in Mio. CHF): 78,4 (+1,8%)
- Anzahl Mitarbeitende: 1047 (31. Dezember 2022: 1018)
- Geschäftsstellen: 12 sowie 1 KMU-Center

## Zahlungsverkehr
Per September 2019 wurde der Zahlungsverkehr an die Swisscom ausgelagert. Voraussichtlich im April 2025 wird eine BKB-Twint-App lanciert.

## Sonstiges
Im Sommer 2022 lief der über 15-jährige Sponsoring-Vertrag der BKB mit dem FC Basel aus.